# Fortschritte der Physik
Fortschritte der Physik ist eine monatlich erscheinende Physik-Zeitschrift mit Peer-Review, die heute als Fortschritte der Physik/Progress of Physics bei Wiley/VCH herausgegeben wird. 
Sie erschien in der DDR seit 1953 und publizierte auch damals vor allem Übersichtsartikel. Vor der Wende wurde sie von der Physikalischen Gesellschaft der DDR herausgegeben und erschien im Akademie Verlag, Berlin. 
Sie veröffentlicht theoretische und experimentelle Arbeiten über die grundlegenden Bausteine der Materie und ihrer Wechselwirkung, wobei überwiegend Übersichtsartikel veröffentlicht werden. Zum Beispiel werden Artikel zur Elementarteilchenphysik, Quantenfeldtheorie, klassischen Feldtheorie, Gravitation, Kosmologie, Thermodynamik, Statistischer Mechanik, Kernphysik, Laserphysik, Plasmaphysik und nichtlinearer Dynamik und Chaostheorie veröffentlicht.
Die ISSN ist 0015-8208.
Es gab auch 1845 bis 1918 die Zeitschrift gleichen Namens Fortschritte der Physik, herausgegeben von der Physikalischen Gesellschaft zu Berlin und später der Deutschen Physikalischen Gesellschaft.